# Переслідувач (фільм, 2023)
«Переслідувач» (англ. Strange Darling) — американський трилер 2023 року, сценариста і режисера Дж. Т. Моллнера, у якому знялися Вілла Фіцджеральд, Кайл Галлнер, Барбара Герші та Ед Беглі молодший. Дія фільму відбувається в сільській місцевості Орегону, у фільмі розповідається про чоловіка та жінку, які зустрічаються для сексу на одну ніч, котрий перетворюється на вбивчу гру в кішки-мишки. Він поділений на шість розділів розповіді, розташованих у нелінійному порядку, і представлений як драматизація вершини багаторічної серії вбивств серійного вбивці на заході Сполучених Штатів. Режисер не підтвердив і не спростував, чи дійсно фільм заснований на реальних подіях, сказавши, що «можливо» так.
Переслідувач був знятий на 35-міліметрову плівку влітку 2022 року, на локації в Орегоні. Фільм знятий Джованні Рібізі, що стало його дебютом як оператора. Прем'єра відбулася на фестивалі «Fantastic Fest» у 2023 році в Остіні, штат Техас, а 23 серпня 2024 року «Magenta Light Studios» запустили обмежений кінопрокат у кінотеатрах США. Він отримав загалом позитивні відгуки критиків.

## Сюжет
У сільській місцевості округу Гуд-Рівер, штат Орегон, жінка («Леді») зустрічає чоловіка («Демона»), і вони їдуть у місцевий мотель, щоб зайнятися сексом на одну ніч. Перш ніж орендувати кімнату, Леді пояснює Демону, на який ризик йдуть жінки, вдаючись до такої поведінки, і змушує його відповісти, чи є він серійним убивцею. Після того, як він каже «ні», Леді погоджується продовжити та просить, щоб вона та Демон взяли участь у гіперреалістичній садомазохістській рольовій грі, у якій він прикидається вбивцею, а вона — його жертвою. Після годин рольових ігор Леді наполягає, щоб вони вжили кокаїн перед вступом у статевий акт, на що Демон погоджується. Коли Леді починає поводитися холодно і відкидає домагання Демона, вона розповідає, що насправді ввела йому дозу кетаміну, що сильно заспокоїла його.
Леді — фактично сама плідна серійна вбивця, яку ЗМІ називають «Електричною леді» — вирізає ініціали свого прізвиська на грудях Демона. Перебираючи його речі, вона знаходить значок правоохоронного органу, який показує, що він офіцер поліції. Леді готується зарізати Демона до смерті, але він повертає собі здатність рухатись та встигає забрати свій захований пістолет і відстрелити їй вухо. Леді втікає з мотелю на викраденій машині після того, як до смерті зарізає портьє, і її переслідує Демон у своїй вантажівці. На сільській ділянці дороги він стріляє в машину, внаслідок чого вона розбивається, а Леді тікає пішки в ліс.
Леді натрапляє на ферму двох ексцентричних хіпі, які готуються до судного дня, — Фредеріка та Женев'єву, які приймають її. Поки Женев'єва йде за ліками для Леді, Фредерік намагається зателефонувати в поліцію, але Леді вбиває його та змушує Женев'єву вийти назовні. Демон прибуває на ділянку зі своєю рушницею. Женев'єва користується нагодою, щоб втекти до лісу, а Леді повертається назад у фермерський будинок і ховається в морозильній скрині. Зрештою Демон знаходить її, стріляє їй у руку та заковує у наручники, перш ніж покликати колегу-шерифа Піта та його заступника Гейла на допомогу. Леді каже Демону, що завжди сподівалася померти, як Гарі Гілмор, і зі сльозами зізнається, що під час їхнього попереднього сексуального контакту вона відчула швидкоплинну мить справжнього кохання до нього. Потім вона бризкає на нього балончиком ведмежого спрею Женев'єви. Зав'язується боротьба, під час якої Леді кусає демона в шию, розриваючи його яремну вену, що спричиняє його кровотечу до смерті. Коли він помирає, вона викрадає його захований пістолет.
Піт і Гейл прибувають до будинку та знаходять Леді, яка лежить прикутою наручниками до морозильної камери зі спущеними штанами. Вона стверджує, що Демон під дією кокаїну викрав її та відвіз на ферму, щоб зґвалтувати та вбити, не знаючи, що в домі хтось був. Піт скептично ставиться до історії та наполягає на тому, щоб відділ убивств провів розслідування, перш ніж звільнити її, але Гейл переконує його, що Леді слід негайно надати медичну допомогу. Коли поліцейські супроводжують Леді на машині до міста, на дорозі з'являється Женев'єва і сигналізує їм, але Леді її застрелює, до того як вона встигає пояснити, що сталося. Потім Леді змушує Гейла та Піта віддати їй свої пістолети, перед тим як наказати Гейлу вийти з машини. Піт везе Леді далі по дорозі, потім вона змушує його зупинитися, щоб вона могла обдумати свій наступний крок. Коли Піт запитує її, чому вона вбиває, вона каже йому, що іноді «не бачить людей, а тільки дияволів», перш ніж вистрелити йому в голову.
Леді спотикається, йдучи пішки далі по дорозі, коли інша жінка за кермом вантажівки підбирає її. Коли Леді дістає свій пістолет, водій відкриває вогонь у відповідь, стріляючи в Леді. Водій дзвонить у поліцію зі свого мобільного телефону, пояснюючи, що щойно застрелила незнайомця з метою самозахисту, і збирається доставити її до місцевої лікарні. Поки водій продовжує рухатися по дорозі, Леді спостерігає, як вона повільно втрачає свідомість і помирає на пасажирському сидінні.

## Акторський склад
- Вілла Фіцджеральд у ролі Леді
- Кайл Галлнер у ролі Демона
- Барбара Герші в ролі Женев'єви
- Ед Беглі молодший у ролі Фредеріка
- Ендрю Сігал — Стів
- Медісен Біті[en] в ролі Гейл
- Б'янка Сантос[en] — Таня
- Євгенія Кузьміна[en] — Бет
- Стівен Майкл Кезада в ролі Піта
- Деніз Грейсон у ролі Ліббі
- Шері Фостер[en] у ролі Водія
- Джейсон Патрік[en] — оповідач True crime (голос)
- Джованні Рібізі — Арт Паллоне (голос)

## Виробництво

### Розробка
Сценарист і режисер Дж. Т. Моллнер протягом кількох місяців писав сценарій до фільму «Переслідувач» на основі візуальної ідеї, розробленої ним для сцени-відкриття, у якій «остання дівчина» біжить у напрямку до камери в уповільненому режимі. Деталізуючи концепцію, Моллнер сказав: «Мене привабило зображення цієї останньої дівчини, що біжить лісом. І я продовжував це бачити, і я знав, що це троп, за винятком того, як я бачив це, там було „dressing“ на зображенні, яке я бачив і це зробило його унікальним для мене, „scrubs“, музику та частоту кадрів, уповільнений рух, який я хотів зняти, і об'єктив. У мене в голові був цей дуже стилізований образ, але я хотів переконатися, що крім стилю тут є ще якась історія або унікальна сторона персонажа, яку ми могли б показати, яку ми не бачили в інших фільмах, не тільки в жахах, але фільмах про людей, які переслідуються або знаходяться в біді».

### Зйомки
Miramax оголосив, що зйомки проекту відбудуться у Портленді, штат Орегон, влітку 2022 року, а Моллнер працював за власним сценарієм, щоб керувати акторським складом на чолі з Віллою Фіцджеральд, Кайлом Галлнером, Барбарою Герші та Едом Беглі-молодшим. Білл Блок, Стів Шнайдер і Рой Лі виступили продюсерами проекту. Фільм був знятий на 35-міліметрову плівку оператором Джованні Рібізі, який також має у фільмі епізодичну роль, за 32 дні та з бюджетом у 4 мільйони доларів. Деякі зйомки проводилися в національному лісі «Маунт-Худ».

## Реліз
Світова прем'єра фільму відбулася 22 вересня 2023 року на фестивалі «Fantastic Fest» в Остіні, штат Техас. У березні 2024 «Magenta Light Studios» придбала права на розповсюдження фільму в США.
14 серпня 2024 року в окремих кінотеатрах США відбувся передпоказ, після чого відбулася ексклюзивна сесія запитань і відповідей у прямому ефірі з кінотеатру «AMC Lincoln Square 13» за участю сценариста-постановника Моллнера, оператора Рібізі та актриси Фіцджеральд, модератором якої була Карла Гуджино. Фільм вийшов в Австралії 22 серпня 2024 року, а 23 серпня 2024 року відбувся обмежений кінопрокат у кінотеатрах США на 1133 екранах.

### Домашнє відео
Вихід «Переслідувача» на VOD запланований на 1 жовтня 2024 року.

## Сприйняття

### Касові збори
Станом на 18 вересня 2024 року фільм зібрав у світовому прокаті 3,4 мільйона доларів. У Сполучених Штатах і Канаді він заробив 1,1 мільйона доларів у 1135 кінотеатрах у перші вихідні.

### Критика
На вебсайті агрегатора рецензій Rotten Tomatoes 95 % із 115 рецензій критиків є позитивними із середнім рейтингом 8,1/10. Консенсус веб-сайту говорить: "Дж. Т. Моллнер забезпечує захоплюючу, несподівану та «електричну» поїздку з двома проривними виступами Вілли Фіцджеральд і Кайла Галлнера у «Переслідувачі». Metacritic, який використовує середньозважену оцінку, поставив фільму оцінку 82 з 100, на основі відгуків 17-ти критиків, що вказує на «загальне визнання».
Томас Флойд з «The Washington Post» високо оцінив фільм та операторську роботу Рібізі, описавши його як «витончений трилер» і «притчу про полювання на жіночу довіру та вразливість». Жаннет Кацуліс з «The New York Times» так само похвалила фільм, написавши: «Цей карколомний трилер, який розгортається в шести, геніально зашифрованих розділах, перетворює простий сюжет про кота-мишку — і, можливо, навіть токсичну історію кохання — на зухвалий докір жанровим кліше та нашим власним заздалегідь запрограмованим припущенням». Елісон Форман з «IndieWire» присудила фільму рейтинг А, зробивши висновок: «Електричний і незабутній „Переслідувач“ виправдовує своє шалене прізвисько. У літній кіносезон, який був у кращому випадку посереднім, це обов'язковий для перегляду фільм — подвиг кіномистецтва настільки надзвичайний, що ви будете дивуватися, чи можна його колись справді зіпсувати».